# Велика недра и широка бедра
Велика недра и широка бедра (кин: 丰乳肥臀) је роман Мо Јена први пут објављен 1996. године. Мо Јен је добитник Нобелове награде за књижевност 2012. године. Књига говори о мајци и њених осам ћерки и једном сину и истражује кинеску историју кроз 20. век.

## Радња
Велика недра и широка бедра је роман о женама у земљи у којој доминирају мушкарци. Као што се из наслова наслућује, најважнија слика и метафора у књизи је женско тело. Један од главних ликова – мајка – рођена је 1900. Удавши се у својој седамнаестој години у породицу Шангуан, родила је деветоро деце, ниједно са својим мужем, који је био стерилан. Најмлађе је дечак, једино мушко дете, иначе наратор у књизи. Размажен и неуспешан, сушта је супротност својим тврдоглавим и енергичним сестрама. Мајка, неуништива, суштински јака жена, непрекидно ризикује свој живот да би спасла животе своје деце и унучића током година драматичних политичких превирања.

## Главне личности
- Шангуан Лу, мајка
- Шангуан Лајди, најстарија сестра, ћерка мајке и Велике шапе. Удата за Ша Јуелијанга. Мајка Ша Заохуа.
- Шангуан Џоаоди, друга сестра, ћерка мајке и Велике шапе. Удата за Сима Куа. Мајка близнакиња, Сима Фенг и Сима Хуанг.
- Шангуан Лингди, трећа сестра, позната и као Птичја вила. Кћи мајке и трговца паткама. Прва супруга Немог Сун-а. Мајка Великог Мутавца и Малог Мутавца.
- Шангуан Сјангди, четврта сестра, ћерка мајке и лекара, путујућег травара. Продала се у јавну кућу током глади како би спасила породицу.
- Шангуан Панди, пета сестра, ћерка мајке и месара, касапина паса. Удата за Луа Лирена. Мајка Лу Шенгли. Касније је променила име у Ма Руилиан.
- Шангуан Њанди, шеста сестра, ћерка Лмајке и мудрог калуђера из манастира Тјанћи. Удата за америчког пилота Бабита.
- Шангуан Ћијуди, седма сестра. Мајка ју је родила након силовања у пустињама. Усвојила ју је руска војвоткиња.
- Шангуан Јуни, осма сестра, слепа, ћерка мајке и шведског мисионара Малорија.
- Шангуан Ђитонг, „ја“ у роману, син мајке и шведског мисионара Малорија. Рођен заједно са осмом сестром. Оболео фетишизмом дојке.[2]

## Пријем
Роман Велика недра и широка бедра добио је  критичко признање западних књижевних критичара који су похвалили Мо Јенову инвентивну причу и употребу његовог јединственог стила магичног реализма да би описао надреализам који је просечни кинески сељак осећао живећи под јапанском окупацијом.   Паул Масон, сарадник  The Guardian-а, прогласио је Мо Јена кинеским еквивалентом Томаса Пинчона, закључујући да Мо Јен „није налик ниједном од великих живих аутора“. 
Johnathan Yardley  из Вашингтон поста похвалио је Мо Јенову посвећеност феминизму током читавог романа, али је изнео бројне резерве у погледу квалитета романа. Већина његових критика усредсређена је на устајалу прозу и неспретну карактеризацију Јинтонга. 

## Издање на српском језику
Роман Велика недра и широка бедра је објавила издавачка кућа "PortaLibris" 2008. године, а на српски језик га је превела Милка Медић.